# Apiosporina morbosa

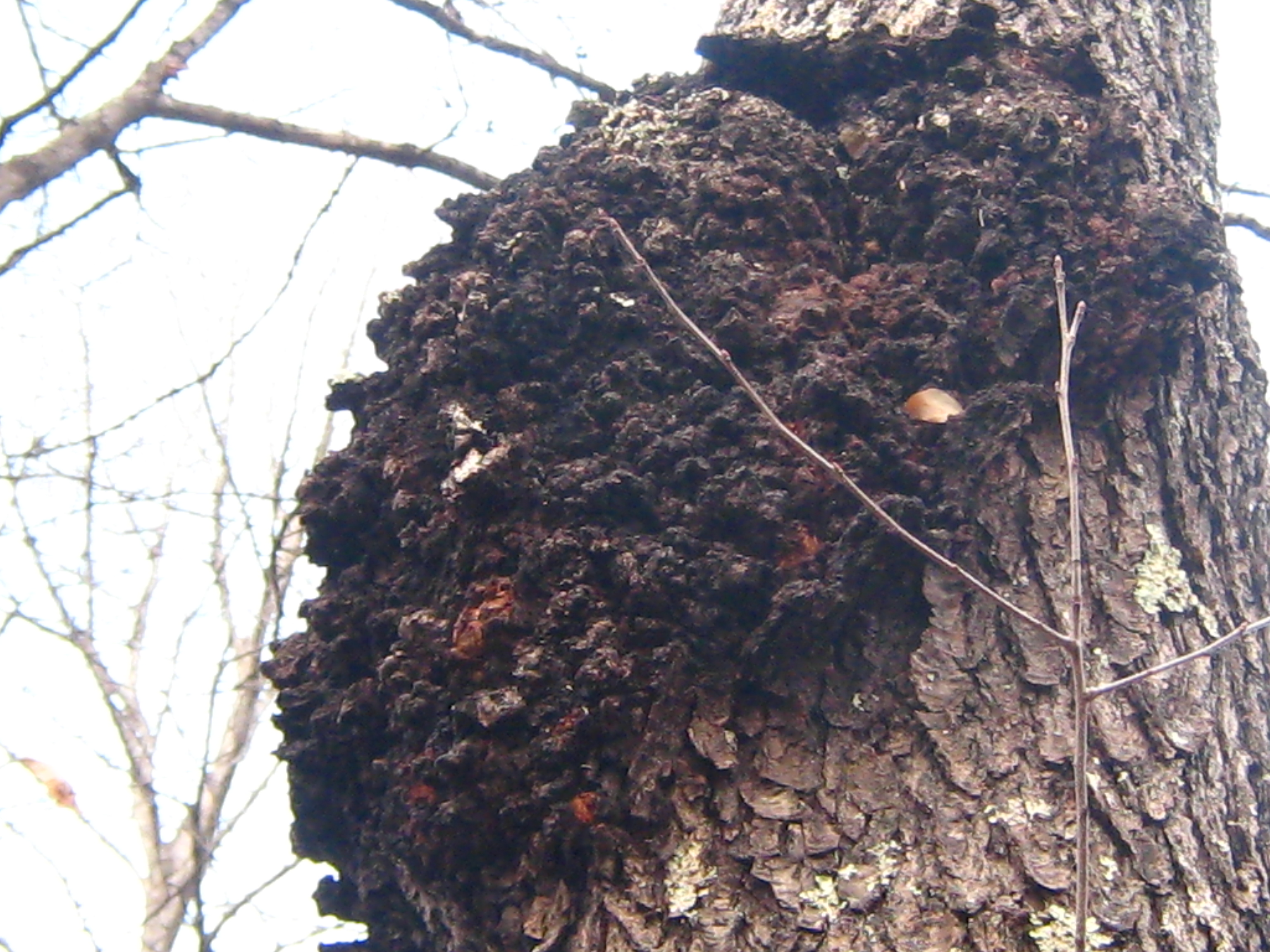

Apiosporina morbosa (Schwein.) Arx – gatunek grzybów z klasy Dothideomycetes. Grzyb mikroskopijny pasożytujący na roślinach z rodzaju śliwa (Prunus). Wywołuje u nich chorobę o nazwie czarna guzowatość śliwy.

## Systematyka i nazewnictwo
Pozycja w klasyfikacji według Index Fungorum: Apiosporina, Venturiaceae, Venturiales, Pleosporomycetidae, Dothideomycetes, Pezizomycotina, Ascomycota, Fungi.
Po raz pierwszy zdiagnozował go w 1882 r. Lewis David von Schweinitz nadając mu nazwę Sphaeria morbosa. Obecną, uznaną przez Index Fungorum nazwę nadał mu Josef Adolph von Arx w 1954 r.
Synonimy:
- Botryosphaeria morbosa (Schwein.) Sorauer, 1921
- Cucurbitaria morbosa (Schwein.) Ellis, 1881
- Dibotryon morbosum (Schwein.) Theiss. & Syd., 1915
- Otthia morbosa (Schwein.) Ellis & Everh. 1892
- Plowrightia morbosa (Schwein.) Sacc. 1883
- Sphaeria morbosa Schwein. 1822

## Charakterystyka
Objawy porażenia
Na porażonych gałązkach, gałęziach lub pniach drzew tworzą się wydłużone narośla o długości od 3,5 do 14 cm i grubości od 1 do 2,5 cm. Są to podkładki niewłaściwe, złożone z komórek drzewa poprzerastanych grzybnią pasożyta. Zawierają zwiększoną wskutek hiperplazji ilość drewna i łyka. Początkowo są oliwkowo-zielone, potem czarne i twarde, popękane. Porażone gałęzie ulegają zdeformowaniu, a przy silnym porażeniu rozwój drzewa może ulec zahamowaniu. Narośla są wieloletnie i co roku się powiększają. W starszych tkanka ulega obumarciu i narośla te atakowane są przez różne gatunki owadów.
Cechy mikroskopowe
Tuż pod powierzchnią tworzą się w skupiskach czarne, kuliste, wierzchołkowo spłaszczone askostromy o średnicy 150–300 µm. Ostiole lekko wklęsłe. Ściana askostromy o grubości około 20 µm, złożona są z 5–7 warstw czarniawych komórek o kształcie wielokątnym. Wewnętrzne warstwy tych komórek są nieco spłaszczone i słabiej pigmentowane. Komórki warstwy zewnętrznej są nie do odróżnienia od komórek podstawy askostromy i górnej warstwy grzybni. Komórki w okolicy ostioli mają cieńsze ściany. Nibywstawki szkliste (hialinowe), septowane, występujące również w dojrzałych askostromach. Worki bitunikowe, maczugowate, 50–75 × 10-15 µm, Askospory początkowo jasnozielone, potem oliwkowe, maczugowate 13–18 × 4,5–7,5 µm, o tępo zaokrąglonym wierzchołku i ostro zwężającej się nasadzie. Mają jedną przegrodę przy podstawie, górna komórka jest szersza i 2,5–3-krotnie dłuższa od dolnej. Konidiofory tworzą się na zielonkawej powierzchni młodych podkładek. Są brązowe, wyprostowane, proste lub rozgałęzione, elastyczne, jajowate lub nieregularnego kształtu, gładkie, 4–9 × 3,5–5,5 µm, bez przegrody lub z jedną przegrodą.
Rozwój
Konidia wytwarzane są bardzo wczesną wiosną na powierzchni askostromu. W kwietniu i maju na zimujących askostromach wytwarzane są askospory. Roznoszone są przez wiatr podczas deszczu. Główną rolę w rozprzestrzenianiu się choroby odgrywają askospory. Wystarczą kilkugodzinne opady deszczu. Choroba może rozprzestrzeniać się również wewnątrz tkanek rośliny, powodując powstawanie nowych narośli w pewnej odległości od już istniejących.

## Występowanie
Apiosporina morbosa występuje w Ameryce Północnej. Choroba jest powszechna w Kanadzie i Stanach Zjednoczonych. Występuje zarówno na plantacjach roślin, jak i na dziko rosnących roślinach. W Polsce do 2005 r. nie występowała, ale znajduje się na liście organizmów kwarantannowych. Prawdopodobieństwo jej zasiedlenia się w Polsce ocenia się jako średnie.